# Ovid Densusianu
Ovid Aron Densusianu (numele de familie pronunțat Densușianu; n. 29 decembrie 1873, Făgăraș⁠(d), Brașov, România – d. 8 iunie 1938, București, România) a fost un filolog, lingvist, folclorist, istoric literar și poet român, membru titular al Academiei Române și profesor la Universitatea din București. Ovid Densusianu a fost căsătorit cu Elena Bacaloglu.

## Biografie

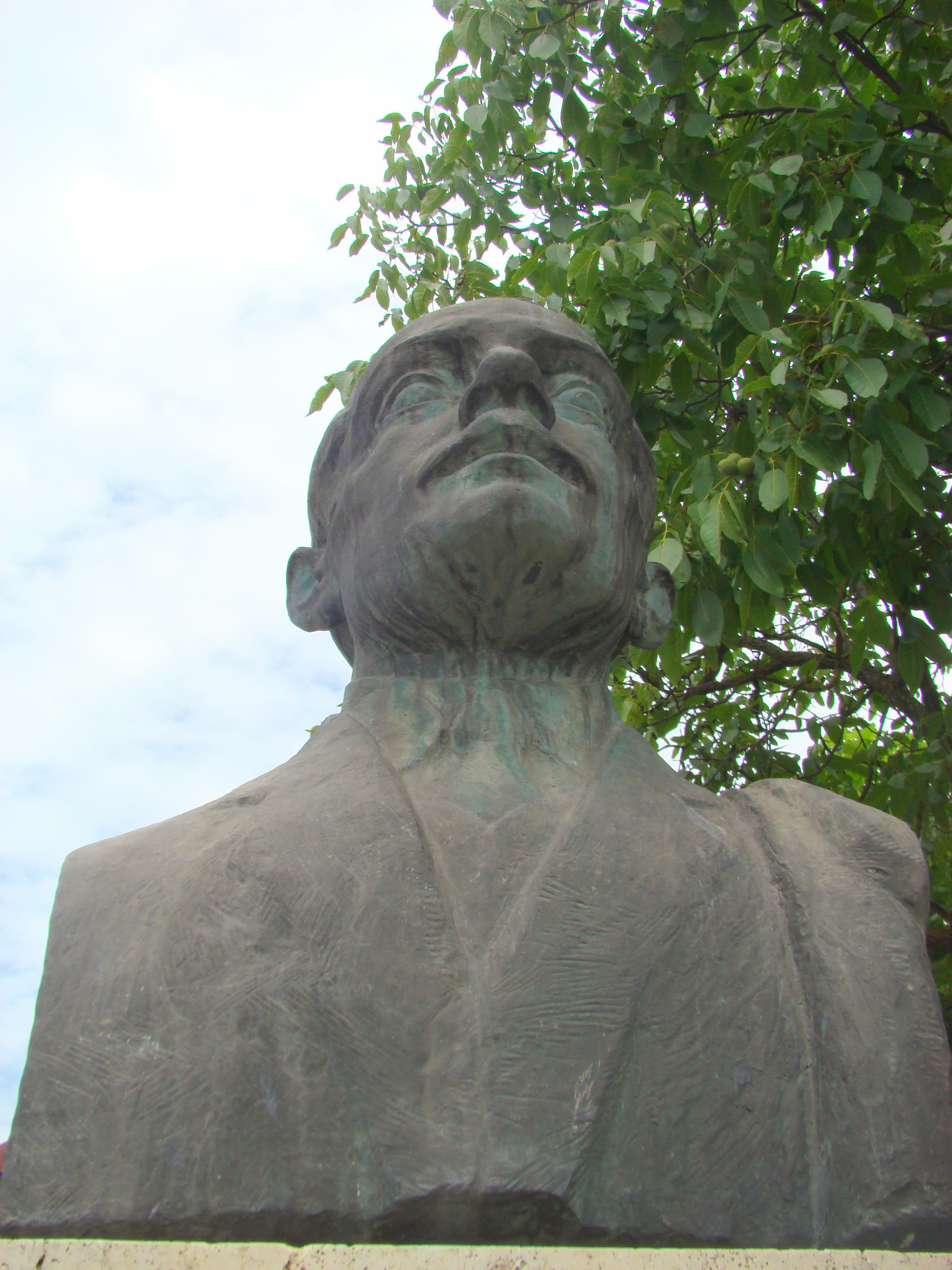
Bustul lui Ovid Densusianu, ridicat în Densuș, județul Hunedoara.

Ovid Densusianu s-a născut la Făgăraș. Ovid a fost fiul lui Aron Densușianu, poet și critic literar, profesor de limba latină și literatură română la Universitatea din Iași și al Elenei, născută Circa, de origine aromână. Ovid Densusianu a avut o întreagă descendență de cărturari, făcând parte din familia Densușianu. 
Între anii 1880-1890 urmează clasele primare la Satul Lung, Făgăraș, Brașov, Iași. În anul 1881 se mută împreună cu familia la Iași, unde își va continua studiile la Liceul Național și la Școala Instituțiilor Unite. Susține bacalaureatul, în 1890, după care, în același an, se înscrie la Facultatea de Litere din Iași, avându-i ca profesori pe Alexandru Philippide și A. D. Xenopol. Își ia licența „magna cum laude” la Iași cu lucrările Studiu comparativ între epopeea greacă și română și Ilustrando Quintiliani sententia, satira tota nostra est, în 1892.
În 1893, este numit profesor la un liceu din Focșani. În perioada următoare călătorește la Berlin în vederea aprofundării studiilor. Publică în „Revista critică-literară” articole de istorie și critică literară, precum și lingvistică (Aliterațiunea în limbile romanice, Rotacismul în dialectul istrian), lucrare favorabil recenzată de Gaston Paris și de W. Meyer-Lübke.
În perioada 1894-1896 își continuă studiile la Paris la École des Hautes Etudes, unde va obține titlul de diplomat cu teza La Prise de Cordres et de Sébillée, chanson de gest du XII-ème siècle, urmată de un studiu și un glosar bine documentate. Studiază la Paris sub îndrumarea profesorului Gaston Paris texte medievale franceze. Își ia doctoratul cu un studiu filologic asupra unui text francez din secolul al XIV-lea: Der „Roman de la comtesse d'Anion” von Jean Maillart.
Este numit provizoriu la Catedra de istoria limbii și literaturii române de la Universitatea din București, 1897-1901, unde deschide primul curs cu o lecție despre „Obiectul și metoda filologiei”. Devine titularul Catedrei de filologie romanică cu privire specială asupra limbii române, începând din 1901 până la sfârșitul vieții sale. În ianuarie 1896 publică în Revista critică-literară sub titlul Veneția, însemnări de călătorie.
Publică în 1898 Buletinul „Studii de filologie română” iar în 1901 îi este publicată la Paris opera fundamentală Histoire de la langue roumaine, volumul I, Les origines, în care sunt strânse informații vaste asupra formării și evoluției limbii române. Este ales membru corespondent al Academiei Române. 
La 7 august 1902, s-a căsătorit cu Elena Bacaloglu, iar la 22 martie 1904, s-a născut fiul lor Ovid-Aron Densușianu, mai târziu, în același an, ei au divorțat.
În 1905 este distins cu Premiul „Bibesco” al Societății de Lingvistică din Paris. Înființează la București Societatea de Filologie, în cadrul căreia prezintă comunicări cu tematică lingvistică pe care le va publica mai târziu în „Buletinul Societății Filologice”. Împreună cu I.-A. Candrea, publică Dicționarul etimologic al limbii române. Elementele latine (A - putea). Îl preocupă problema ortografiei limbii române, aducând la cunoștință Academiei părerile sale în legătură cu normelor limbii literare iar în 1913 întemeiază Institutul de Filologie și Folclor.
Ține, în perioada 1914-1916, la Universitate un număr de prelegeri asupra simbolismului francez. În 1918 devine membru activ al Academiei Române, unde va ține discursul de recepție Școala latinistă în limba și literatura română. Barbu Delavrancea.
Între anii 1921-1922 se află la Praga. 1923 este ales membru de onoare al Societății de Etnografie iar un an mai târziu devine membru al Societății de Lingvistică de la Paris. Înființează o nouă revistă, „Grai și suflet” (1923-1928), publicație a Institutului de Filologie și Folclor.
În 1925 inițiază convocarea unui Congres al filologilor români și susține comunicarea Vorbirea populară din puncte nouă de vedere.
Se stinge din viață la 8 iunie 1938, fiind înmormântat la cimitirul Bellu. Apare volumul II, Le seizième siècle, din Histoire de la langue roumaine.
Ovid Densusianu a întemeiat și a condus revistele Viața nouă (1905-1925) și Grai și suflet (1923-1938). A studiat fenomenele de limbă în strânsă legătură cu folclorul și etnografia. Este creatorul școlii lingvistice de la București. 
Studiile sale se remarcă prin bogăția documentării, claritatea expunerii, prin grija pentru obiectivitatea științifică, alterată însă uneori de limitele mecaniciste ale concepției neogramatice căreia i-a fost atașat. În domeniul literaturii, Densusianu a fost unul dintre promotorii curentului simbolist în România (în opoziție cu școala literară bucolică existentă atunci în România), el însuși publicând poezii sub pseudonimul Ervin.

## Activitatea lingvistică
Ovid Densusianu a ajuns foarte tânăr, la 26 de ani, profesor la Universitatea din București, unde a deținut mai întâi catedra de Limba și Literatura română și apoi cea de Lingvistică romanică timp de 41 de ani. El și-a desfășurat astfel activitatea de lingvist, critic și istoric literar, folclorist, poet și militant cultural, în centrul vieții culturale din România care este capitala țării. Densusianu a reușit de la început să facă din catedra sa o tribună de propagare a ideilor științifice înaintate ale timpului în domeniul lingvisticii și al culturii. O caracteristică importantă a cursurilor sale a fost marea lor varietate. În lunga lui carieră de profesor, Ovid Densusianu a ținut aproape în fiecare an cursuri noi din domeniul limbii și literaturii române, al folclorului românesc, al limbilor, literaturilor și folclorului celorlalte popoare romanice. Prin bogăția de idei, probleme, soluții și sugestii, aceste cursuri (în cea mai mare parte rămase nepublicate), sunt expresia unui spirit cu largi orizonturi științifice

## Operă (selectiv)
- Histoire de la langue Roumaine  - Istoria limbii române (2 volume, Histoire de la langue roumaine - Les origines 1901, si Histoire de la langue roumaine - Le XVIème siècle 1938), prima mare operă de sinteză consacrată originii și evoluției limbii române (până în secolul al XVI-lea inclusiv)
- Graiul din Țara Hațegului (1915)
- Flori alese din cântecele poporului. Culegere. București, 1920
- Sufletul latin și literatura nouă (2 volume, 1922)
- Viața păstorească în poezia noastră populară (2 volume, 1922-1923)
- Raze peste lespezi, Paris, D'Arthez; București, 1924
- Literatura română modernă (3 volume, 1929-1933)
- Dicționarul etimologic al limbii române. Elementele latine, în colaborare cu I.-A. Candrea (1907-1914)
- Graiul nostru, împreună cu I.-A. Candrea și Theodor Speranția, o culegere de texte dialectale românești (2 volume, 1906-1907).

## Afilieri
- Membru al Academiei Române
- Membru al Societății de texte vechi franceze
- Membru al Societății de Lingvistică din Paris